# Kleine kauailijster
De kleine kauailijster (Myadestes palmeri) is een zangvogel uit de familie Turdidae (lijsters). Het is een ernstig bedreigde, endemische vogelsoort van de Hawaï-archipel.

## Kenmerken
De vogel is 17 cm lang. Het is een vrj donkere, onopvallende lijster, donkerbruin van boven en grijs van onder. De vogel heeft een licht gekleurde oogring, een donkere baardstreep en een lichtgrijze keel en de poten zijn roze. Jonge vogels zijn bruin en gevlekt. De vogel lijkt op de witbrauwlijstergaai (Garrulax canorus), maar deze is kaneelkleurig en heeft een opvallende, gele snavel.

## Verspreiding en leefgebied
Deze soort is endemisch op het eiland  Kauai (Hawaï). Rond de eeuwwisseling werden bijna alle waarnemingen gedaan in het natuurreservaat Alaka`i. Het is een vogel van montaan, inheems bos. Het leefgebied wordt gevormd door diepe ravijnen en de oevers van bergbeken met dichte ondergroei.

## Status
De kleine kauailijster heeft een zeer klein verspreidingsgebied en daardoor is de kans op uitsterven aanwezig. De grootte van de populatie werd in 2007 door BirdLife International geschat op 130 tot 330 individuen. Dankzij beschermingsmaatregelen en het opkweken en loslaten van vogels, stijgt de populatie in aantal. Het leefgebied wordt echter aangetast door het wroeten door verwilderde varkens. Verder vreest men dat een fataal soort vogelmalaria hier doordringt als door klimaatverandering de temperatuur stijgt. Om deze redenen staat deze soort als ernstig bedreigd (kritiek) op de Rode Lijst van de IUCN. Mogelijk is ook dat de vogel een minder verontrustende status op de lijst krijgt in de toekomst.